# Parafia św. Piotra Mohyły w Lublinie
Parafia św. metropolity Piotra Mohyły – parafia prawosławna w Lublinie, należąca do dekanatu Lublin diecezji lubelsko-chełmskiej. Jej siedziba znajduje się na terenie Prawosławnego Domu Pomocy Społecznej, przy ulicy Gustawa Dolińskiego 1. Jedna z dwóch parafii Polskiego Autokefalicznego Kościoła Prawosławnego w Lublinie.
Na terenie parafii funkcjonuje 1 cerkiew:
- cerkiew Podwyższenia Krzyża Pańskiego w Lublinie – parafialna

## Historia
Cerkiew pod wezwaniem Podwyższenia Krzyża Pańskiego, przeznaczona dla prawosławnej społeczności Lublina, zaczęła funkcjonować w styczniu 2003. W późniejszym czasie przy świątyni powstał Dom Pomocy Społecznej. Samodzielna parafia została erygowana 10 czerwca 2006.
W parafii obowiązuje kalendarz juliański.
Językiem liturgicznym jest cerkiewnosłowiański z wymową ukraińską, natomiast kazania głoszone są w języku ukraińskim.
Pełniącym obowiązki Proboszcza parafii jest od marca 2022  ks. protodiakon dr Andrzej Konachowicz.
Wikariuszem parafii jest ks. Damian Shvets`.
Rezydentem parafii jest ks. prot. Alim Rusinowicz.